# Joey (película)
Joey (Making Contact en Estados Unidos, El secreto de Joey en España, Dimensión extrasensorial: contacto con el más allá en México, Joey haciendo contacto en Perú) es una película alemana de 1985 dirigida por Roland Emmerich, la cual está protagonizada por Joshua Morrell, Eva Kryll y Tammy Shields.

## Argumento
Joey es un niño que vive con su familia en un localidad del interior de Estados Unidos. Un día su padre muere y eso causa a que Joey se suma por ello en una gran tristeza. Para intentar llenar el vacío que le ha dejado la muerte de su progenitor, el pequeño imagina hablar con él por medio de un teléfono rojo de juguete. Adicionalmente, Joey tiene un don especial, la telequinesia, ya que es capaz de mover objetos con la fuerza de su pensamiento.
A causa de una sucesión de hechos extraordinarios se descubre que Joey no habla con su padre fallecido, como él cree, sino con el espíritu que posee un muñeco de ventrílocuo de grandes ojos y que además tiene aspecto amenazador, el cual Joey, como el teléfono rojo, guarda en su habitación. Esta presencia de ultratumba, unida a los poderes de Joey, sobre los que pierde el control, se convierte entonces en una amenaza para el niño y su familia.

## Reparto
| Actor              | Personaje     |
| ------------------ | ------------- |
| Joshua Morrell     | Joey Collins  |
| Eva Kryll          | Laura Collins |
| Tammy Shields      | Sally         |
| Jan Zierold        | Martin        |
| Barbara Klein      | Dr. Haiden    |
| Matthias Kraus     | Bernie        |
| Jerry L. Hall Jr.  | William       |
| Sean Johnson       | Bobby         |
| Christine Goebbels | Alice         |
| Ray Kaselonis      | Steven        |

## Producción

### Preproducción
En ese tiempo Roland Emmerich estaba decidido a hacer películas de entretenimiento para el público que tuviesen éxito. Inspirándose en directores como George Lucas y Steven Spielberg, él decidió a hacer una película que fuese en esa dirección y que además fuese más barata. Para ello él creó su propia productora Centropolis, evitó los estudios caros de la Bavaria Film e hizo su propio estudio de efectos especiales. Adicionalmente decidió filmar en inglés y contrató por ello también a niños estadounidenses, los cuales pudo coger del cuartel militar estadounidense en Stuttgart.

### Rodaje
Una vez preparado todo, Emmerich empezó a filmar en verano de 1984. Una vez terminado el verano, los niños trabajaron entonces en el rodaje 3 horas cada día por la tarde, mientras que los mayores, que eran veteranos actores alemanes, trabajaban por la mañana. Finalmente se terminó el rodaje a principio de octubre de 1984. Para la filmación no solo se filmó en Alemania, sino también en Virginia Beach para así tener un escenario estadounidense y así apelar al público internacional.

### Posproducción
Una vez terminado la filmación se empezaron a incorporar los efectos especiales correspondeintes. Sin embargo Emmerich no estuvo satisfecho con el trabajo y decidió empezar desde cero en marzo de 1985. Compró par ello nuevo equipo y empezó a partir de noviembre de 1985 a introducir nuevos efectos especiales en la película, comparables con las de la película Poltergeist (1982). Al final, una vez terminado, consiguió hacerla con un presupuesto de solo 1,5 millones de dólares a pesar de la gran cantidad de efectos especiales, que se utilizaron en el filme.

## Estreno
Una vez hecho, se estrenó la película el 21 de noviembre de 1985 en Alemania Occidental y el 27 de diciembre de 1985 en los Estados Unidos. Se estrenaron dos versiones. La versión original de 101 minutos, que fue lanzada en Alemania con su título original, Joey, fue también lanzada en toda Europa. Luego está el lanzamiento en inglés de la versión estadounidense llamada Making Contact, la cual tiene muchos cortes en comparación con la del original.

## Recepción
La película tuvo éxito comercial y se vendió bien internacionalmente, pero fue muy mal recibida por parte de la crítica.
Hoy en día la película ha sido valorada en portales cinematográficos. En IMDb, con aproximadamente 1900 votos registrados, el filme obtiene una media ponderada de 4,7 sobre 10. En cuanto a Rotten Tomatoes, los más de 250 votos registrados allí le dieron una valoración media de 2,4 de 5. También cabe destacar, que en La Vanguardia el 58 % de los usuarios registrados allí le dan una valoración positiva.